# توبي هندرسون
توبي هندرسون (بالإنجليزية: Toby Henderson)‏ هو دراج أمريكي، ولد في 10 أكتوبر 1961 في بيدفورد في الولايات المتحدة.